# Meet Me Halfway
«Meet Me Halfway» —en español: «Encuéntrame a medio camino»— es una canción del grupo musical estadounidense The Black Eyed Peas, incluida en su quinto álbum de estudio The E.N.D (2009). El sencillo llegó al número uno en el Reino Unido el 15 de noviembre de 2009 y también alcanzó el número uno en Australia, por lo que es el tercer sencillo de The E.N.D en alcanzar la máxima posición en ambos países. El tema se describe como la canción con más variedad de ritmos y géneros del grupo, gracias a los tonos de voz, ritmos y variadas melodías que se utilizan. Utilizando la composición de Christian C, haciendo su primera aparición en el disco. 

## Video Musical
El video fue dirigido por Ben Mor director de "I Gotta Feeling" este es un tipo de video muy diferente "Boom Boom Pow" era muy furista y "I Gotta Feeling" tenia un aire de fiesta este es el video muy artístico. El video fue lanzado en iTunes el 13 de octubre de 2009.

## 
El video comienza en una carretera asendiendo todas las ubicaciones de los miembros cambiando las escenas que cantan en diferentes ubicaciones del espacio. Fergie yace en medio de una jungla verde apl.de.ap flota en un planeta desértico vestido con ropa nomada Fergie canta el coro will.i.am monta un elefante sobre una luna de Jupiter nuevamente Fergie canta el coro Taboo se desliza alrededor del Sol con un traje espacial finalmente Fergie canta el coro apl.de.ap saca un mapa will.i.am usa una brújula para buscar a los otros miembros. Al cabo de un tiempo aparece una mezcla de la tierra donde están los cantantes will.i.am encuentra un disco que revela entradas para el se convierten en estrellas fugaces en la carretera con el medio desierto este es el primer video del album que no termina con la frase "THE END".

## Lanzamiento original
La canción fue lanzada como parte de la "Countdown To The E.N.D" donde fueron liberados 3 pistas álbum una vez cada semana hasta el lanzamiento del álbum. "Meet me halfway" fue el sencillo promocional final, los dos primeros fueron "Imma Be" y "Alive". Fue en septiembre de 2009 cuando el tema se convirtió oficialmente en sencillo después de varios rumores que apuntaban a "Missing You" como canción elegida.
Fergie declaró que esta canción era una de sus preferidas.

## Recepción
Entertainment Weekly: Cuando su pegajoso y futurista funky-beat se sincroniza con las melodías sin pudor de Fergie, como en el dulcemente insidioso "Meet me halfway", se encuentran en el puro Top 40 nirvana. Prefix Magazine escribió: "Meet me Halfway," tiene el derecho de ser la más notable balada, por ser mejor que cualquiera de las baladas nueva ola; hecha por los Black Eyed Peas. Por su parte Billboard escribió: " Fergie se alarga en cada nota para producir una sensual voz y ofrece un buen complemento al coproductor Will.i.am, que maneja la mayoría de los ritmos con una guitarra funk, palmadas y voces distorsionadas. Con esta pista ya subiendo en el Hot 100, los Peas están demostrando que su hit-parade está lejos de terminar. Bill Lamb de About.com declaró que: "Fergie tiene la voz clara una ventaja para este tema. Sin embargo, ella tiene una voz casi gritando lo que hace que en sus actuaciones los sonido estén empapados de emoción. "Meet me Halfway" no es una excepción. Con el foco claramente en Fergie, esto podría de alguna manera ser visto como un sencillo en solitario. Sin embargo, el estilo de la canción encaja mejor en el contexto del álbum "The END" en lugar del "The Dutchess" de Fergie."

## Vídeo musical
Will.i.am confirmó que el video musical fue dirigido por Ben Mor, el mismo director de "I Gotta Feeling", su anterior éxito. "Este será un video muy diferente ... "Boom Boom Pow" fue muy futurista y "I Gotta Feeling" tenía un espíritu fiestero, pero este será el vídeo más artístico. Es muy artístico".
Will.i.am también anunció que lanzará dos versiones del video, uno será el oficial y el otro será para los aficionados, este último será muy personal.
 El vídeo fue estrenado en iTunes el 13 de octubre de 2009. El vídeo los muestra en las diferentes partes del Sistema Solar. Comienza sobre un camino en medio de un desierto ascendiendo hasta el cielo cósmico que cambia a las escenas de cada uno de los miembros que cantan en diferentes ubicaciones en el espacio: Fergie está en medio de un bosque lozano, verde; Apl.de.ap levita sobre un planeta desierto con ropa nómada; Will.i.am monta un elefante sobre una luna de Júpiter, y Taboo se desliza alrededor del Sol en un traje espacial. Apl saca un mapa y Will.i.am usa una brújula para buscar a los otros BEPs. Al cabo de un rato, Apl encuentra un cuadrado en 3 dimensiones (su Entrada) y Will.i.am encuentra un disco que revela entradas para el, Fergie y Taboo (para encontrarse los cuatro). Todos los miembros usan la entrada, se convierten en estrellas fugaces, y atraviesan un cielo, con el camino en medio del desierto.

## Meet me halfway - Megamix EP
(Lanzamiento: 17 de noviembre de 2009)
1. Meet me halfway (DJ Ammo/Poet Named Life Remix) 5:25
2. Meet me halfway (At the Remix)(will.i.am Remix) 5:49
3. Meet me halfway (In 3D)(will.i.am Remix) 5:40
4. Meet me halfway (Baby)(Printz Board Remix) 5:21
5. Meet me halfway (Richard Vission Solmatic Remix) 5:30

## Listas
La canción debutó en el Billboard Hot 100 en el puesto 75 para la semana que finalizó el 3 de octubre de 2009 y saltó a la posición 47 la semana siguiente. La cuestión de los seguidores del grupo y de los expertos en listas era ver si la canción sustituía al sencillo del grupo "I Gotta Feeling" en la posición número uno. Si lo hubiera hecho así, Black Eyed Peas habría sido el único grupo de música, junto a los Beatles, en ser auto-sustituido en el número uno dos veces (ya consiguieron sustituirse a sí mismos con I Gotta Feeling). Sin embargo, el 17 de octubre la canción "Down" de Jay Sean se posó en la cima del conteo, impidiendo el récord.
Por su parte, en el Reino Unido "Meet Me Halfway" se convirtió en el tercer éxito Nº 1 consecutivo de The E.N.D. en la UK Singles Chart, la principal lista musical de canciones del país. Ello, tras superar con su apogeo comercial a debuts como los de "Happy" de Leona Lewis y "3" de Britney Spears.
| América        |                                    |    |
| Canadá         | Hot 100 Singles                    | 1  |
| Estados Unidos | Billboard Hot 100                  | 7  |
| Europa         |                                    |    |
| Alemania       | Top 100 Singles                    | 1  |
| Austria        | Top 75 Singles                     | 3  |
| Bélgica        | Top 50 Singles (Valonia)           | 1  |
| Bélgica        | Top 50 Singles (Región de Flandes) | 1  |
| Dinamarca      | Top 40 Singles                     | 1  |
| España         | Top 50 Singles                     | 2  |
| España         | Los 40 Principales                 | 1  |
| Europa         | Top 100 Singles                    | 1  |
| Finlandia      | Top 20 Singles                     | 2  |
| Francia        | Top 100 Singles (SNEP)             | 1  |
| Irlanda        | Top 50 Singles                     | 1  |
| Italia         | Top 50 Singles                     | 15 |
| Noruega        | Top 20 Singles                     | 6  |
| Países Bajos   | Top 40 Singles                     | 2  |
| Reino Unido    | Top 75 Singles                     | 1  |
| Suecia         | Top 60 Singles                     | 1  |
| Suiza          | Top 100 Singles                    | 1  |
| Oceanía        |                                    |    |
| Australia      | Top 50 Singles                     | 1  |
| Nueva Zelanda  | Top 40 Singles                     | 1  |